# Ni Andromedae
Ni Andromedae (ν And) – jedna z jaśniejszych gwiazd w gwiazdozbiorze Andromedy, leży w odległości ok. 680 lat świetlnych od Słońca. Jej jasność wizualna to 4,53m. Jest ona gwiazdą spektroskopowo podwójną, której składniki należą do typów widmowych B5 V oraz F8 V (zob. diagram Hertzsprunga-Russella). Okres obiegu tych gwiazd wokół wspólnego środka masy wynosi 4,2828 dnia.

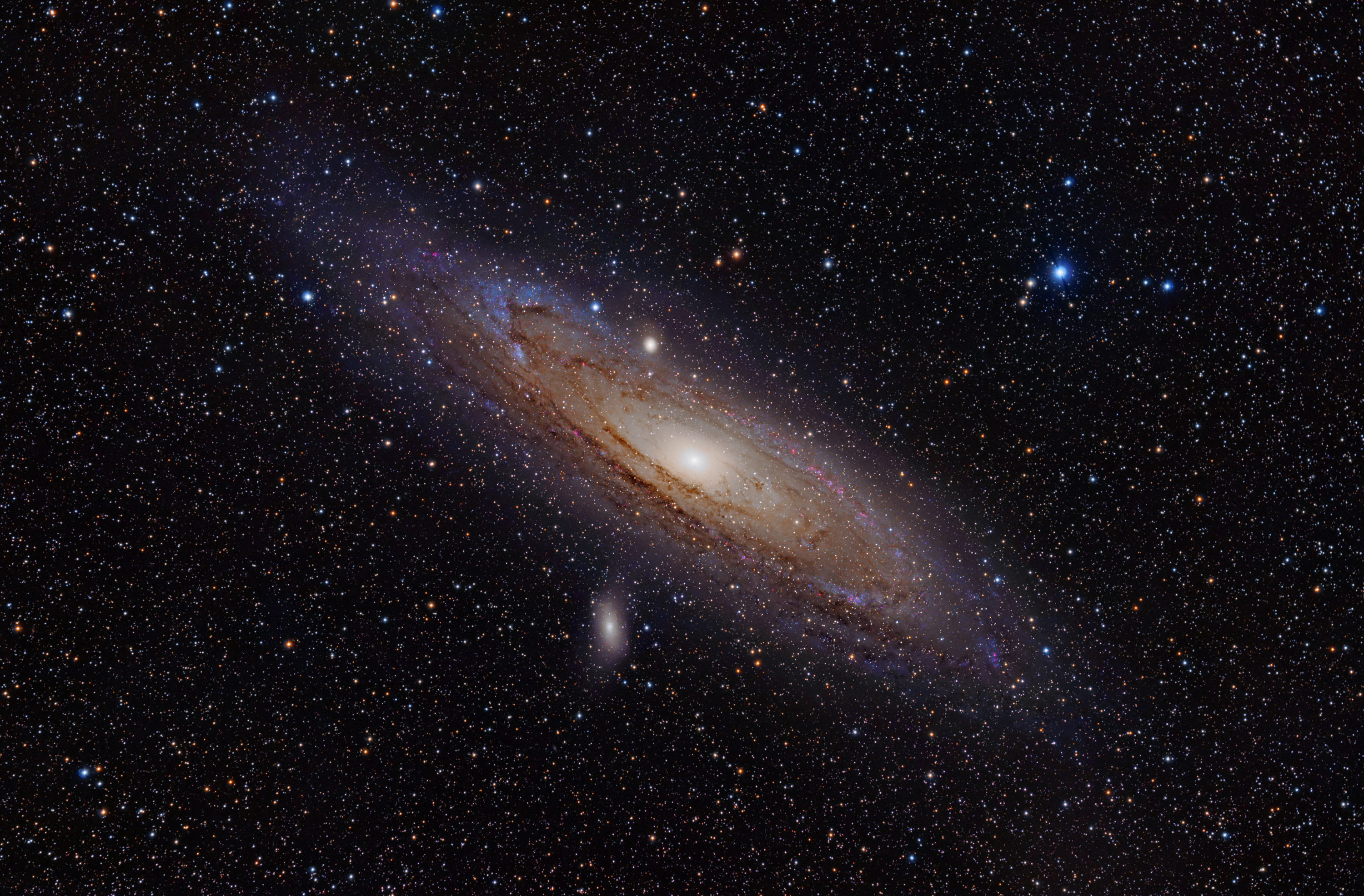
ni Andromedae to jasna niebieska gwiazda na prawo i powyżej Galaktyki Andromedy

W pobliżu tej gwiazdy można dostrzec Galaktykę Andromedy.